# Edith Lucie Bongo
Edith Lucie Bongo   (Brazzaville, 10 de març de 1964 - Rabat, 14 de març de 2009) Édith Lucie Bongo Ondimba va ser una metgessa i la primera dama de Gabon, com a dona del President Omar Bongo de 1990 a 2009.

## Biografia
Édith Bongo era metge especialitzada en pediatria, amb estudis en sida/VIH com a focus principal. Va ajudar a crear un fòrum per a primeres dames amb l'objectiu de lluitar contra el sida i va fundar associacions per persones i nens vulnerables amb incapacitats.
Al 2009, va ser hospitalitzada a Rabat, Marroc. I el 14 de març de 2009, va morir a l'hospital, quatre dies després del seu 45é aniversari. La declaració que va anunciar el seu decés no especificava la causa de mort o la naturalesa de la seva malaltia. No havia aparegut en públic al voltant de tres abans de morir. Després del funeral estatal a Libreville, Gabon, les seves restes van ser traslladades a Edu, el poble natal del seu pare a Congo del nord per un tradicional enterrament tribal Mbochi en el cementiri familiar el 20 de març de 2009. L'enterrament, televisat a Gabon i Congo, va ser assistit pels Presidents Bongo, Sassou Nguesso, i pels presidents de Benín, República Centreafricana, República Democràtica de Congo, Togo i Guinea Equatorial.
Seguint la seva mort, es va anunciar en la Televisió gabonesa el 6 de maig de 2009 que Omar Bongo temporalment "suspenia les seves activitats" com a President per a "recuperar força i descansar". L'anunci va accentuar que Bongo havia estat profundament afectat per la malaltia i mort de la seva dona. El President Bongo va morir un mes més tard, el 8 de juny de 2009, tres mesos després de la mort d'Edith, en una clínica a Barcelona.